# هاینریش بالر
هاینریش بالر (انگلیسی: Heinrich Boller; ۶ سپتامبر ۱۹۲۱ – ۳۰ ژوئن ۲۰۰۷) بازیکن هاکی روی یخ اهل سوئیس بود.